# Karnaphuli
Der Karnaphuli (bengalisch কর্ণফুলি Karṇaphuli, Mizo: Khawthlangtuipui), auch Karnafuli geschrieben, ist ein Strom, der in Indien entspringt, Bangladesch durchquert und dort in den Golf von Bengalen mündet.

## Lage
Der Karnaphuli ist der größte Fluss der Division Chittagong im Südosten von Bangladesch. Er verläuft durch den in den Chittagong Hill Tracts liegenden Distrikt Rangamati und durch den Distrikt Chittagong. Seinen Ursprung hat er in Mizoram, einem indischen Bundesstaat, der östlich an Bangladesch angrenzt.

## Verlauf

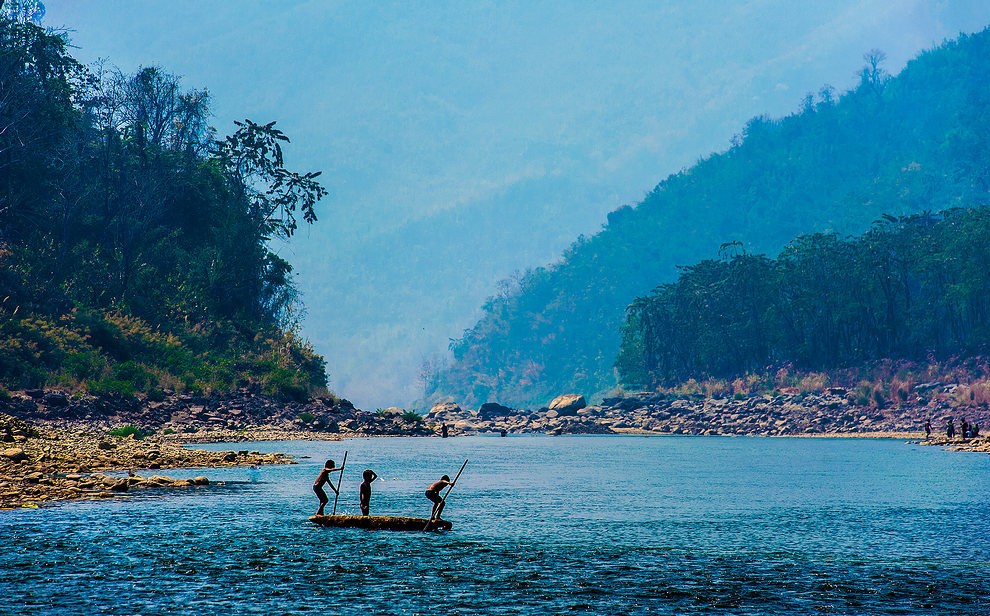
Tuipui, Oberlauf bzw. einer der Quellflüsse des Karnaphuli in Mizoram

Der Karnaphuli entsteht im Distrikt Lunglei in Mizoram in den Lushai Hills, einem Ausläufer des Himalaya, aus mehreren Quellflüssen, die zwischen den parallel zueinander verlaufenden Hügelketten in Nord-Süd-Richtung fließen und sich auf einer Höhe von etwa 60 Meter vereinigen. Auf Mizo, der Hauptsprache der Einwohner von Mizoram, wird der Fluss Khawthlangtuipui genannt. Zu den Quellflüssen zählen die Flüsse Deh, Kao, Phairuang, Tuichawng und Tuipui. Gelegentlich wird auch der im Distrikt Mamit entspringende Tuipui als Khawthlangtuipui bezeichnet und damit als eigentlicher Oberlauf des Karnaphuli angesehen.
Von der Vereinigungsstelle aus fließt der Karnaphuli zunächst nach Westen bis zur Grenze zwischen Indien und Bangladesch. Dort mündet der von Süden her kommende Thega (Kawrpui) in ihn. Der Karnaphuli verläuft von da aus einige Kilometer entlang der Landesgrenze nach Nordwesten, biegt dann scharf ab und fließt der Ostseite der Vampai Tlang entlang nach Süden. Am Ende der Hügelkette wendet er sich bei Barkal wieder nach Westen.
Der weitere Verlauf, der ursprünglich in großen Schleifen nach Südosten führte, ist seit den 1960er Jahren durch den Karnaphulistausee überdeckt. Dabei wird nicht nur den Karnaphuli aufgestaut, sondern vor allem dessen ehemalige Nebenflüsse, darunter die Flüsse Kasalong, Chengi und Rankhiang. Dadurch erstreckt sich der See in der Richtung quer zum Karnaphuli weiter als in dessen Längsrichtung. Dabei nimmt er durch eine sich in Nord-Süd-Richtung erstreckende Hügelkette annähernd eine H-Form aus zwei länglichen Seen an, die durch eine schmale Querverbindung, die die Hügelkette durchbrechende Shuvalong-Schlucht, miteinander verbunden sind. Der Karnaphuli durchfließt diese H-Form schräg nach Südwesten.
Nach dem Austritt aus dem Stausee bei Kaptai fließt der Karnaphuli zunächst in großen Schleifen im Wesentlichen nach Südwesten, wobei er immer breiter wird. Dabei münden von Norden kommend zunächst bei Rangunia der Ichamati in ihn, an der Stadtgrenze zu Chittagong der Halda. Dort biegt der Strom nach Süden ab und geht nach wenigen Kilometern in einen etwa 20 Kilometer langer S-förmigen Abschnitt über, an dessen Ende er mit einem Mündungstrichter in den Golf von Bengalen mündet.

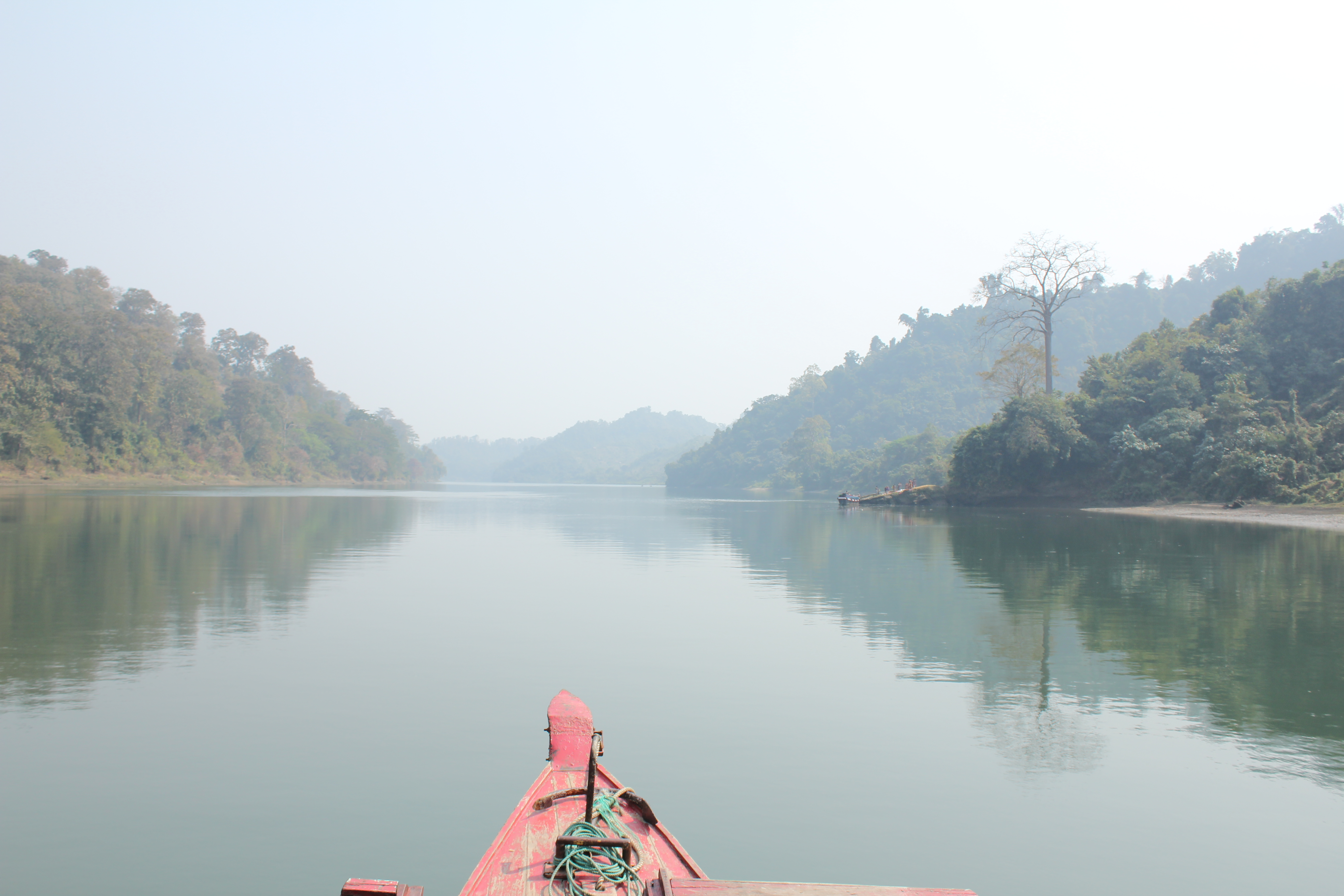
Bootsfahrt
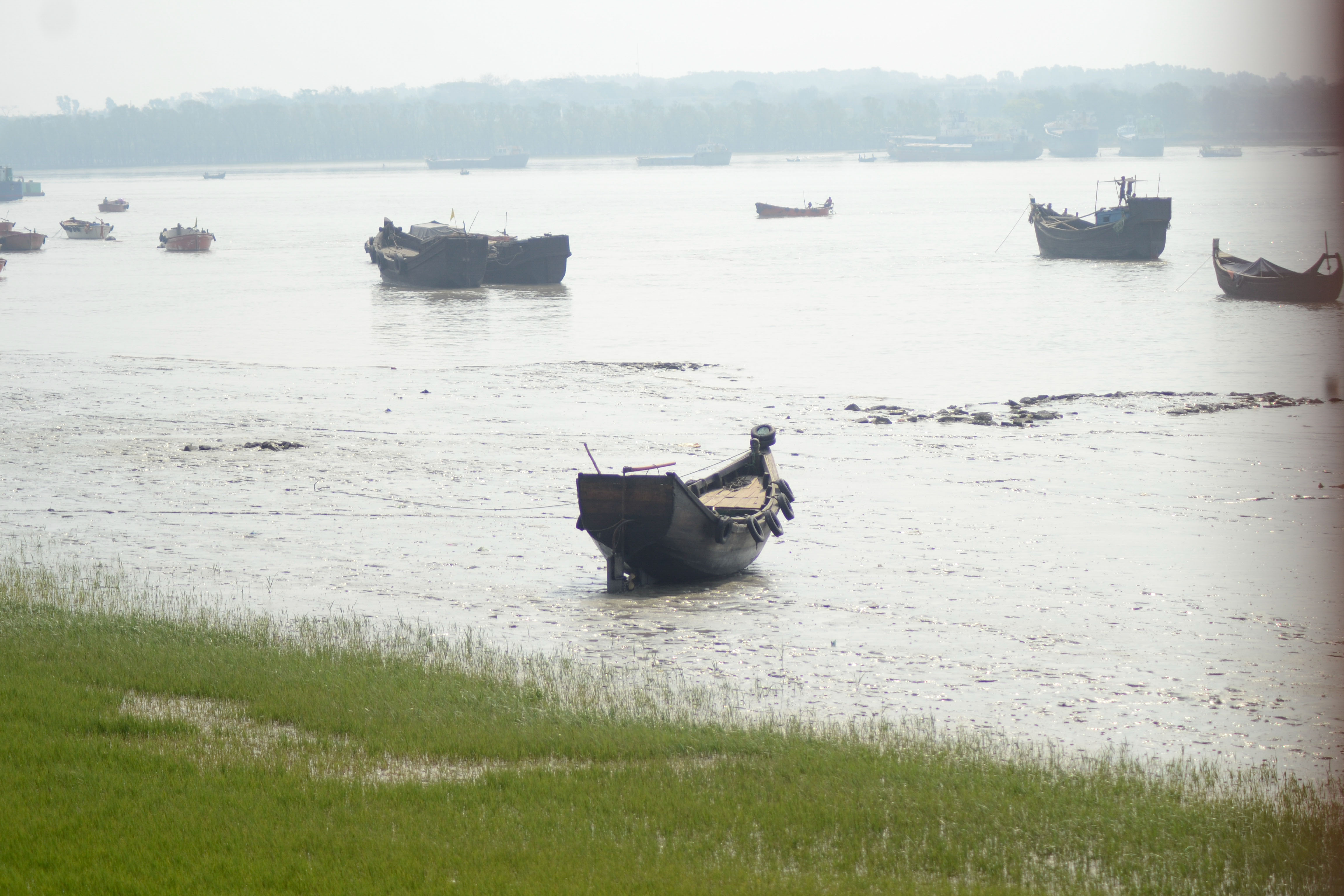
Boote auf dem Fluss
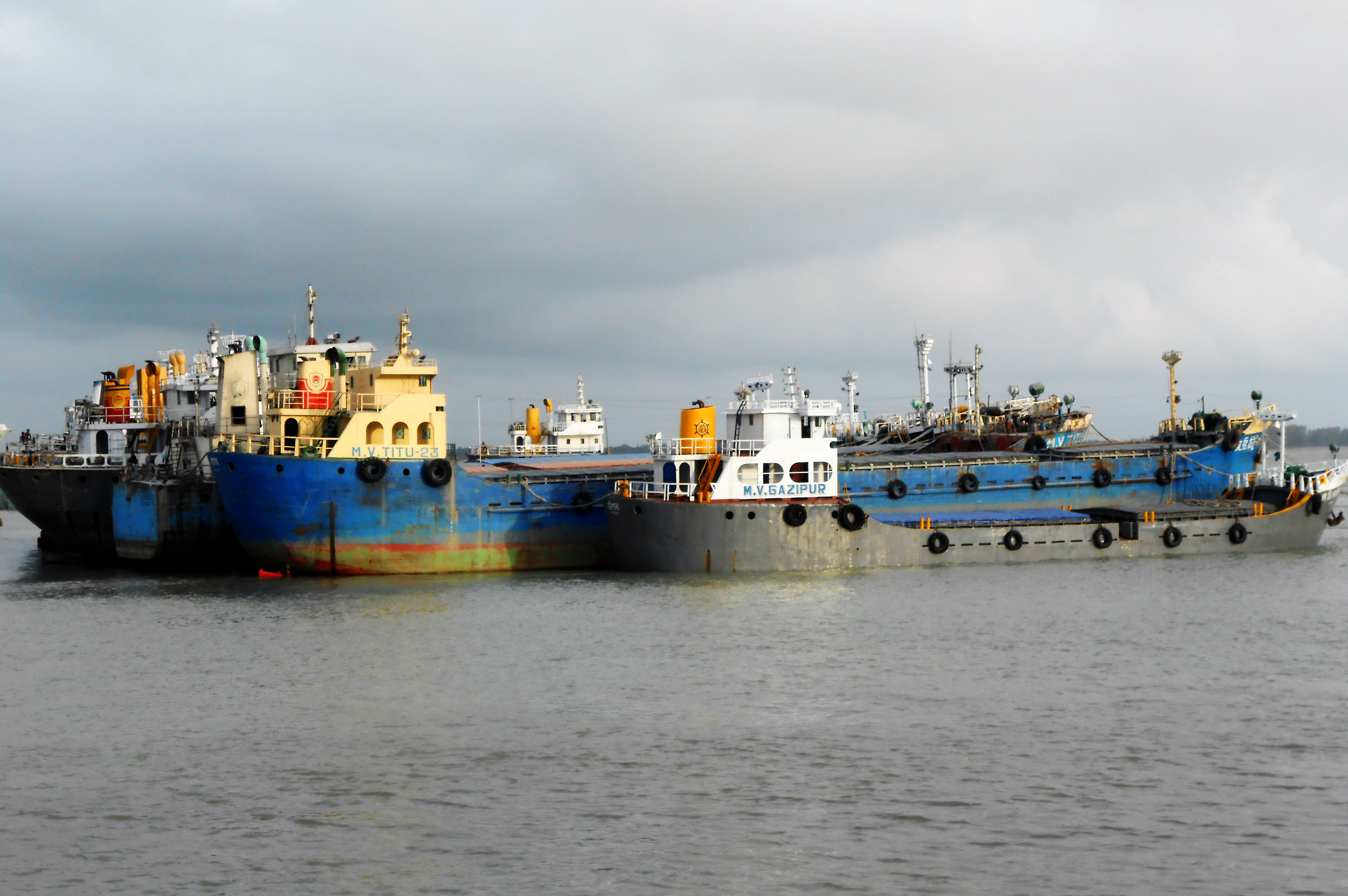
Schiffe auf dem Fluss
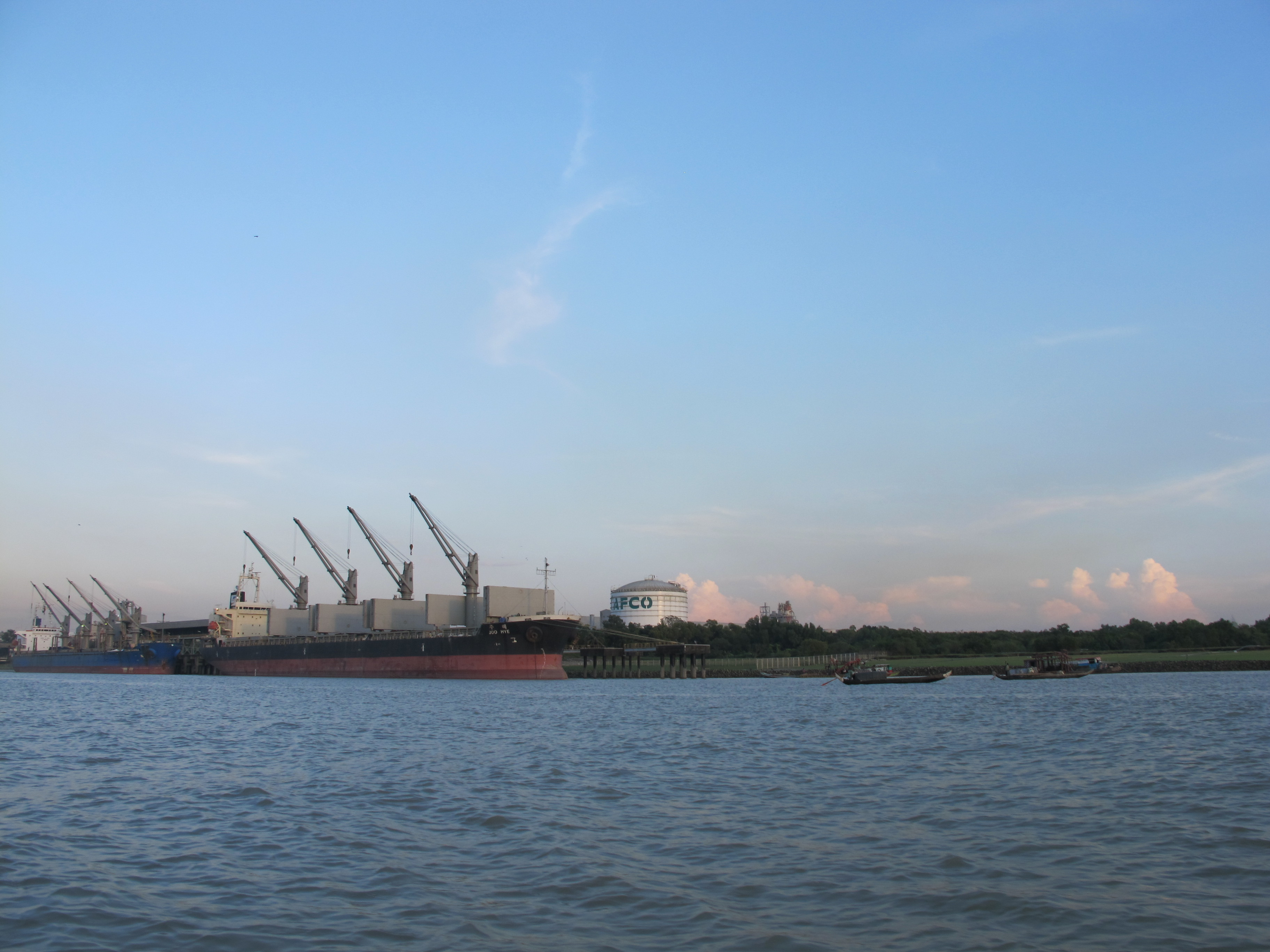
An der Mündung

## Verkehr

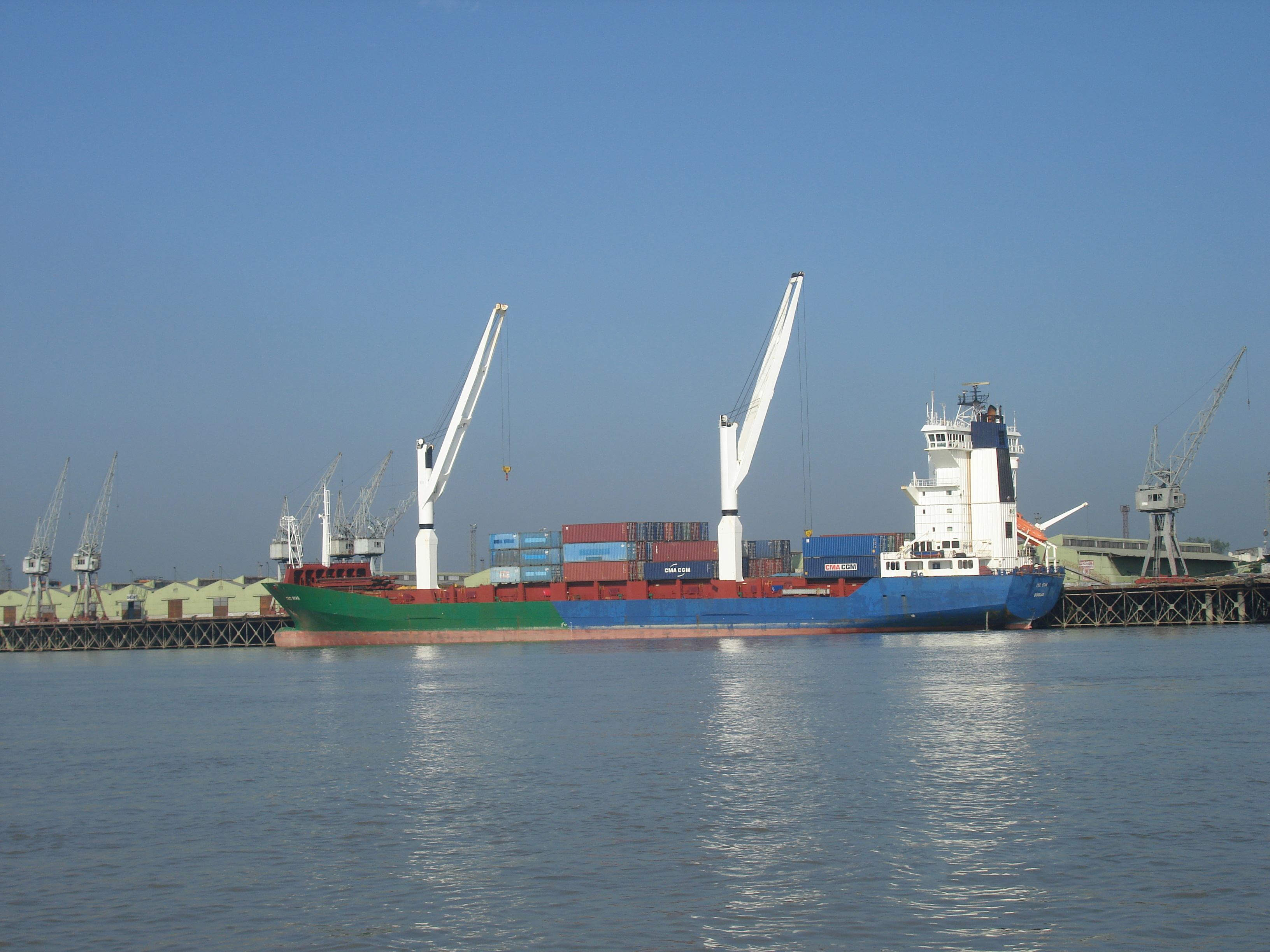
Hafen von Chittagong

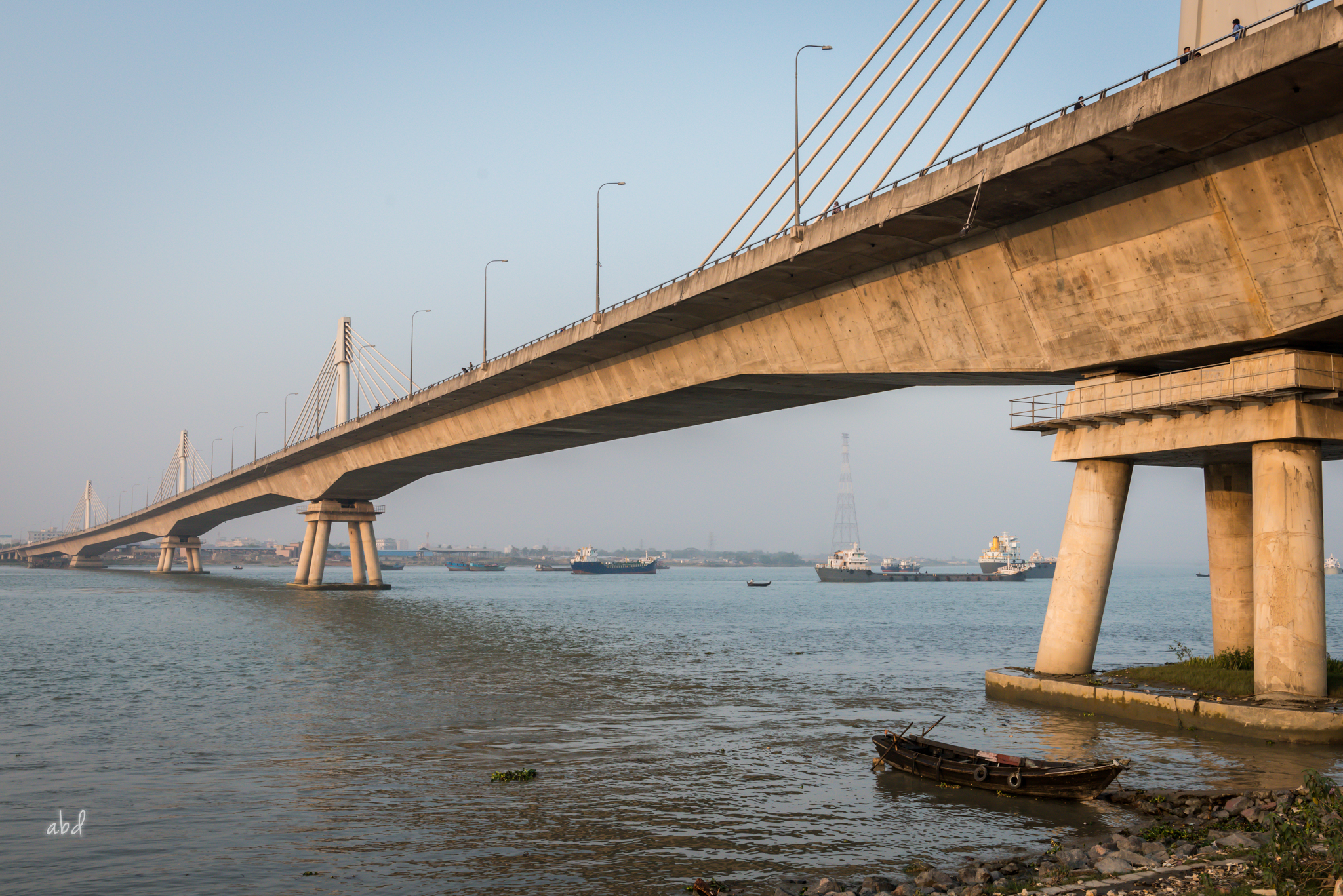
Schah-Amanat-Brücke

Der Unterlauf des Karnaphuli ist schiffbar. Etwa 15 Kilometer oberhalb seiner Mündung liegt der Hafen von Chittagong an dem S-förmigen Flussabschnitt flussabwärts der Schah-Amanat-Brücke.
Auf der Strecke vom Karnaphulistausee zum Meer wird der Karnaphuli von drei Brücken überquert: einer Brücke bei Sharafbhata sowie der Kalurghat-Brücke und der Schah-Amanat-Brücke in Chittagong. In der Nähe der Mündung ist der Bau des Karnaphulitunnels geplant, eines etwa 3,5 Kilometer langen Straßentunnels unter dem Fluss hindurch. Die Grundsteinlegung fand 2017 statt, die eigentlichen Bohrarbeiten für den Tunnel begannen 2019.

## Nutzung
An dem Staudamm des Karnaphulistausees bei Kaptai liegt die 1962 errichtete Karnafuli Hydropower Station, das einzige Wasserkraftwerk von Bangladesch. Als Speicherkraftwerk nutzt es die Stauhöhe des Sees zur Stromerzeugung und hat eine Spitzenleistung von 230 Megawatt.
2017 wurde eine erste Wasseraufbereitungsanlage in Chittagong eingeweiht, mit der das Flusswasser der Karnaphuli zu Trinkwasser aufbereitet wird. Weitere Anlagen dieser Art sollen folgen.